# Emile Brunet

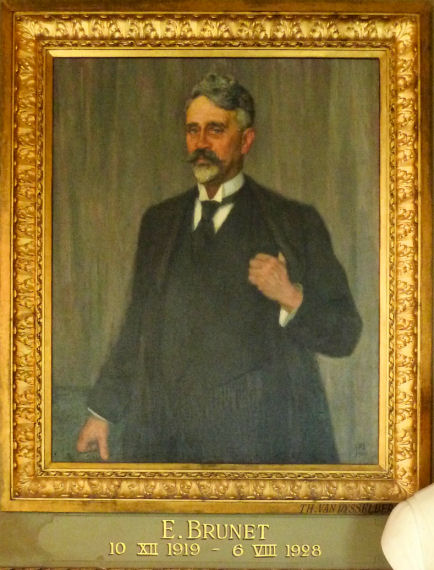
Portret van Brunet als Kamervoorzitter, door Théo van Rysselberghe

Emile Lucien  Brunet (Brussel, 8 juni 1863 - aldaar, 10 mei 1945) was een Belgisch politicus voor de POB.

## Levensloop
Brunet stamde uit een familie van handelaren en hoge magistraten. Nadat hij de klassieke humaniora had gevolgd, ging hij rechten studeren aan de ULB. In 1883 behaalde hij het diploma van doctor in de rechten. Hij liep stage bij het advocatenkantoor van de invloedrijke progressief-liberale politicus Paul Janson en werd daarna advocaat aan het Hof van Beroep in Brussel. Van 1911 tot 1932 was hij stafhouder van de Brusselse Orde der Advocaten.
Brunet was aanvankelijk aangesloten bij de Liberale Jonge Wachten, waar hij tot de progressieve strekking behoorde. In 1887 woonde hij het stichtingscongres van de Progressistische Partij bij, de door Paul Janson opgerichte progressief-liberale partij die streefde naar de invoering van het algemeen stemrecht. In april 1893 maakte Brunet deel uit van een kleine delegatie die naar Paul Janson werd gestuurd om zijn steun te verkrijgen voor de algemene staking ten gunste van het algemeen stemrecht. Janson weigerde deze staking goed te keuren en stelde als compromis voor om het algemeen meervoudig stemrecht in te voeren, waarbij bepaalde categorieën van de bevolking (vooral zij  die al over stemrecht beschikten) twee of drie stemmen konden uitbrengen. De socialistische Belgische Werkliedenpartij sprak haar steun uit voor het compromis en later dat jaar werd deze vorm van stemrecht goedgekeurd.
In 1889 was Brunet een van de oprichters van een juridisch hulpbureau dat werd opgezet door de Brusselse afdeling van de BWP-POB. Vier jaar later, in 1893, trad hij toe tot de progressieve club La Justice, die tussen 1893 en 1895 een gelijknamig blad publiceerde dat het principe van algemeen enkelvoudig stemrecht verdedigde, als volgende stap in de hervorming van het kiesrecht. Onder invloed van zijn vroegere studiegenoot Jules Destrée traden de meeste leden van La Justice, waaronder Brunet, in 1894 toe tot de socialistische partij.
In juli 1912 werd Brunet socialistisch volksvertegenwoordiger voor het arrondissement Charleroi. In de Kamer volgde hij Paul Pastur op, die zijn ambt niet had opgenomen om actief te blijven in de provinciale politiek, en hij bleef er zetelen tot aan zijn dood in mei 1945. Als parlementslid richtte hij zich vooral op wetgevend werk en hij diende namens de socialistische fractie heel wat wetsvoorstellen in, met name een wet om het gebruik van de titel van advocaat te reguleren, een wet die moest toelaten dat vrouwen het diploma van doctor in de rechten konden behalen, een wet betreffende de wijziging van de wettelijke en conventionele rentevoet en een wet inzake amnestie voor delicten begaan tijdens de algemene staking van 1936.
Tijdens de Eerste Wereldoorlog verliet Brunet België en vestigde hij zich in Parijs, waar hij diverse juridische, patriottische en administratieve activiteiten vervulde. Hij was betrokken bij het Nationaal Hulp- en Voedingskomiteit en in 1916 zat hij een rekruteringscommissie voor, die belast werd met het afnemen van examens van leerkrachten in opleiding en de controle van getuigschriften van het middelbaar onderwijs. Daarenboven was hij medestichter van Foyer du Soldat, die Belgische soldaten in staat moest stellen om tijdens hun verlof rust en ontspanning te vinden in de Franse hoofdstad. Deze Foyer stond echter alleen open voor soldaten die voor de oorlog aangesloten waren geweest bij een vakbond. Dit leidde tot kritiek aan conservatieve zijde, die hierin een onuitsprekelijk voordeel zagen voor socialistische vakbondsleden, aangezien die voor de oorlog verreweg het talrijkst waren.
Zijn diverse activiteiten voor de Belgische staat tijdens de oorlog viel ook de Belgische regering in ballingschap in Le Havre op. In januari 1918 trad hij als tweede socialistische minister toe tot de regering-De Broqueville II, in de hoedanigheid van minister Zonder Portefeuille. Hij behield deze post in de regering-Cooreman en bleef aan tot aan de installatie van de regering-Delacroix I op 21 november 1918. Op 9 november 1918, twee dagen voor het einde van de Eerste Wereldoorlog, dienden Brunet en zijn socialistische collega Emile Vandervelde hun ontslag in als minister, omdat ze de houding van de katholieke oorlogsminister Armand De Ceuninck tegenover een staking in een Belgische munitie fabriek nabij Le Havre afkeurden. De Ceuninck beschouwde de stakers namelijk als muitende soldaten en wilde hen daarom berechten. Andere ministers probeerden het conflict te ondermijnen, maar zonder succes. Omdat men het beeld van een regering in crisis aan de vooravond van het einde van de oorlog wilde vermijden,  werd het ontslag van Brunet en Vandervelde niet openbaar gemaakt en op 21 november 1918 namen de leden van de regering-Cooreman voltallig ontslag. 
Na de verkiezingen van november 1919, de eerste die onder het algemeen enkelvoudig stemrecht verliepen en waarbij de socialisten een grote overwinning boekten, werd Brunet door zijn partij voorgedragen als voorzitter van de Kamer van volksvertegenwoordigers. Met de steun van de liberalen en de twee vertegenwoordigers van de oud-strijders werd Brunet verkozen tot Kamervoorzitter, een functie die hij tot in augustus 1928 zou bekleden. Brunet ontpopte zich tot een neutraal parlementsvoorzitter die de parlementaire democratie hoog in het vaandel droeg en over de partijgrenzen heen werd gerespecteerd. Onder zijn voorzitterschap werd de werking van de Kamer hervormd, zo werden in 1920 permanente Kamercommissies opgericht. Ook in periodes waarin de socialisten in de oppositie zaten (van 1921 tot 1925 en opnieuw vanaf 1927) mocht hij de vergaderingen van de Kamer blijven voorzitten. In augustus 1928 nam hij ontslag als Kamervoorzitter omdat hij zich niet kon vinden in de socialistische obstructiepolitiek tegenover de katholiek-liberale regering-Jaspar II, met name rond de legerwet. Volgens Brunet werd het parlement hiermee verzwakt en wilde hij in die omstandigheden geen parlementsvoorzitter zijn. Brunet overwoog om ook ontslag te nemen als Kamerlid, maar onder druk van de socialistische federatie van het arrondissement Charleroi keerde hij hier uiteindelijk op terug. Op 2 april 1925 werd hij benoemd tot minister van Staat.
In 1926, na de val van de katholiek-socialistische regering-Poullet, werd Brunet door koning Albert I aangesteld als formateur. In die hoedanigheid probeerde hij een regering van nationale eenheid van socialisten, katholieken en liberalen op de been te brengen, maar dat mislukte. De conservatieve katholieken verzetten zich namelijk tegen een socialistische premier en de liberalen vonden dat Brunet een regering met voor de helft extraparlementairen moest vormen, waar hij niet van wilde weten omdat dergelijke regering in zijn ogen onvoldoende legitimiteit zou hebben. 
Daarnaast bekleedde Brunet nog heel wat andere functies. In 1928 werd erevoorzitter van een commissie die de feestelijkheden voor de honderdste verjaardag van de Belgische onafhankelijkheid moest voorbereiden en van 1938 tot 1940 was hij lid van de raad van bestuur van de ULB. Voorts maakte hij deel uit van de Hoge Raad voor Oorlogsslachtoffers en was hij betrokken bij de werking van de nationale verenigingen voor oorlogswezen, oorlogsslachtoffers en wezen van slachtoffers van arbeidsongevallen. Daarenboven stichtte hij in 1925 een centrum voor jongeren met een mentale handicap in Bredene en was hij medestichter van de Nationale Liga tegen geslachtsziekten. 
Als militant van de Waalse Beweging was Brunet vanaf 1910 eveneens lid van de Association pour la Culture française en van 1912 tot 1914 en van 1921 tot 1940 zetelde hij ook in de Assemblée wallonne. In 1938 zat hij het eerste congres van Waalse socialisten voor in Luik.